# Försvarsmaktens logistik och motorskola
Försvarsmaktens logistik och motorskola (LogS) är en truppslagsskola för trängtrupperna inom svenska armén som verkat sedan 2005. Förbandsledningen är förlagd i Skövde garnison i Skövde. 

## Historik
Inför försvarsbeslutet 2004 ansåg regeringen att Försvarsmaktens utbildningssystem var både orationellt och kostnadsdrivande, då utbildning i teknisk tjänst genomfördes vid Försvarsmaktens Halmstadsskolor (FMHS) i Halmstad, Arméns tekniska skola (ATS) i Östersund och vid Örlogsskolorna (ÖS) i Karlskrona och Haninge/Berga. Dessutom utbildade Försvarsmakten totalförsvarspliktiga i teknisk tjänst vid utbildningsplattformarna, liksom vid Upplands regemente (S 1) och Flygvapnets Uppsalaskolor (F 20). I dess ställe ansåg regeringen att all teknisk utbildning skulle samlas till en ny skola, Försvarsmaktens tekniska skola (FMTS), lokaliserad till Halmstads garnison.
I sin proposition pekade regeringen på vikten av att så långt möjligt skapa bärkraftiga garnisoner. Något som regeringen redan underströk vid försvarsbeslutet 2000. Att då förlägga Försvarsmaktens tekniska skola till Halmstad skulle förstärka regeringens inriktning om att skapa bättre förutsättningar för Luftvärnsregementet (Lv 6). Regeringen ansåg därmed att Försvarsmaktens Halmstadsskolor i Halmstad garnison och Arméns tekniska skola (ATS) likhet med Jämtlands fältjägarregemente (I 5), Jämtlands flygflottilj (F 4), Militärhögskolan Östersund (MHS Ö) i Östersund garnison, kunde övergå till en avvecklingsorganisation den 1 januari 2005, och upplösas och avvecklas senast 30 juni 2006.
Motorskolan som vid tidpunkten var lokaliserad till Östersunds garnison, samt underställd Arméns tekniska skola, kom under 2005 att omlokaliseras till Skövde. Från den 1 januari 2006 var skolan underställd Göta trängregemente (T 2). Från den 1 januari 2005 kom även delar av Försvarsmaktens bas- och underhållsskola (BasUhS) att underställas Göta trängregemente (T 2), vilka omorganiserades till Logistikskolan (LogS).
I samband med att Göta trängregemente den 1 januari 2007 antog namnet Trängregementet, kom Försvarsmaktens motorskola från samma tidpunkt bli en del av Logistikskolan (LogS) och avvecklades därmed som självständig skolenhet. Med de funktioner och skolenheter som sammanfördes i Logistikskolan, var stora delar av Arméns underhålls- och motorskola (US/MotorS) återupprättad, en skola som upplöses 1998. År 2010 antog skolan namnet Försvarsmaktens logistik och motorskola (LogS).

## Verksamhet
Försvarsmaktens logistik och motorskola är ett så kallat försvarsmaktsgemensamt förband, och har bland annat i uppgift att utbilda yrkes - och reservofficerare samt blivande yrkesofficerare inom logistik. Följande utbildningar ges vid Logistikskolan:

### Programbunden och sammanhållande utbildning
Vid Logistikskolan genomförs försvarsmaktsgemensamma utbildningar som ger nödvändiga kunskaper för att kunna verka som officer inom logistikområdet.

### Officersprogrammet
I den treåriga programbundna officersutbildningen studerar kadetterna officersprogrammets ämnen ur ett funktionsspecifikt perspektiv under två terminer på skolan. Yrkesofficersprogrammet 2006-2009 (YOP 06-09) genomför den funktionsinriktade delen av officersprogrammet på Logistikskolan under höstterminen 2008 och vårterminen 2009. För OP 07-10 genomförs motsvarande utbildning under vår- och höstterminen 2009.

### Specialistofficersutbildning
Efter en generell termin på Militärhögskolan Karlberg under hösten 2007, genomför de studerande på specialistofficersutbildningen sin andra termin på Logistikskolan under våren 2008. Utbildningen som är försvarsmaktsgemensam, är uppdelad på en generell och en funktionsinriktad del samt ett befattningsskede med de tre inriktningarna försörjning, förplägnad och kommunikationstjänst. Från hösten 2008 genomförs hela specialistofficersutbildningen på Logistikskolan.

### Taktisk utbildning
Logistikskolan genomförde under våren 2008 den befattningsspecifika utbildningen för blivande nivå 5-officerare (kapten) med logistikinriktning. Under hösten 2007 hade de studerande genomfört ett generellt skede och ett arenagemensamt skede. Utbildningen under befattningsskede logistik var försvarsmaktsgemensam och de studerande kom från samtliga tre försvarsgrenar.
Utbildningen under befattningsskedet innehöll följande delar:

- Logistikens grunder
- Logistik på bataljonsnivå
- Logistik på kompaninivå
- Insatsplutonchef inom logistik
- Militärteknik med inriktning på sambandssystem och ledningsstödsystem

Från hösten 2008 bestod den taktiska utbildningen av yrkes- och befattningskurser.

### Yrkes- och befattningskurser
Logistikskolan genomförde även kompetenshöjande personalutbildning utifrån Försvarsmaktens behov och kvalitetskriterier inom delfunktionerna:

- Logistikledning
- Förnödenhetsförsörjning
- Kommunikation/Transport
- Transport av farligt gods
- Motortjänst

## Förbandschefer
Förbandschefen tituleras skolchef och har tjänstegraden överstelöjtnant.

- 2005–2007: ???
- 2007–2009: Överstelöjtnant Torbjörn Friberg
- 2009–2014: Överstelöjtnant Kennet Mattsson
- 2014–2021: Överstelöjtnant Fredrik Gustafsson
- 2021–2021: Major Stefan Magnusson [a]
- 2021–20xx: Överstelöjtnant Niklas Wallin

## Förläggningar och övningsplatser
I samband med att Arméns underhålls- och motorskola bildades övertogs de lokaler som Underhållsskolan sedan 1983 verkat vid på Heden i Skövde. Utöver dessa byggnader uppfördes åren 2010–2011 en ny huvudbyggnad för Logistikskolan. Huvudbyggnaden är på dryga 6.100 kvadrat och har tillhörande kör- och uppställningsytor om 30.000 kvadrat. Även om försvarsbeslutet 2004 hade avsatt ekonomiska medel för skolan i Skövde, sköts byggprojektet upp i omgångar. I oktober 2009 kom ett regeringsbeslut på att uppföra skolhuset där det nu ligger inom garnisonen, vilken stod klar i december 2011.

## Heraldik och traditioner
I december 2009 tilldelades skolan ett heraldiskt vapen, dock var det inte ett helt nytt vapen som skolan tilldelades. Utan skolan ärvde det vapen som tidigare förts av Arméns underhålls- och motorskola (US/MotorS).

## Namn, beteckning och förläggningsort
| Logistikskolan                          | 2005-01-01 | – | 2009-12-31 |
| Försvarsmaktens logistik och motorskola | 2010-01-01 | – |            |

| LogS | 2005-01-01 | – |  |

| Skövde garnison (F) | 2005-01-01 | – |  |